# Norrharuna
Norrharuna är klippor i Finland.   De ligger i kommunen Kimitoön i landskapet Egentliga Finland, i den södra delen av landet, 150 km väster om huvudstaden Helsingfors.
Terrängen runt Norrharuna är platt.  Närmaste större samhälle är Dragsfjärd, 12,2 km öster om Norrharuna. 